# Woman Is the Nigger of the World
〈Woman Is the Nigger of the World〉는 1972년 음반 《Some Time in New York City》의 존 레논과 오노 요코가 쓴 곡이다. 미국에서 싱글로 발매된 이 노래는 타이틀과 주제 때문에 당시 논란을 일으켰다.